# Vikedal
Vikedal is een plaats in de Noorse gemeente Vindafjord, provincie Rogaland. Vikedal telt 376 inwoners (2007) en heeft een oppervlakte van 0,77 km².